# Silhouettea
Silhouettea is een geslacht van straalvinnige vissen uit de familie van grondels (Gobiidae).

## Soorten
- Silhouettea aegyptia (Chabanaud, 1933)
- Silhouettea capitlineata Randall, 2008
- Silhouettea chaimi Goren, 1978
- Silhouettea dotui (Takagi, 1957)
- Silhouettea evanida Larson & Miller, 1986
- Silhouettea hoesei Larson & Miller, 1986
- Silhouettea indica Visweswara Rao, 1971
- Silhouettea insinuans Smith, 1959
- Silhouettea nuchipunctatus (Herre, 1934)
- Silhouettea sibayi Farquharson, 1970